# Мександо, Луи
Луи Жан Мександо (фр.  Louis Jean Mexandeau; 6 июля 1931, Ванкетен, Франция — 14 августа 2023, Ренна, Швейцария) — французский политик. Депутат (с перерывами) Национального собрания от департамента Кальвадос (1973—2002), министр почт, телеграфа и телефонов и министр-делегат (1981—1986) и государственный секретарь по делам ветеранов и жертв войны (1991—1993).

## Биография

### Образование и начало карьеры
Родился недалеко от Арраса в семье фермера-протестанта и католички. В 1936 году умер его отец, его отчим Марсель Руссель был сторонником Движения Сопротивления, но был депортирован в 1942 году. Луи, после окончания лицея в Аррасе, занимался изучением истории в Институте политических исследований, но через год бросил учебное заведение, больше не имея возможности оплачивать обучение. Потом он учился в университете Лилля, Сорбонне, Университете Парижа и устроился на работу учителем. После получения учёной степени по истории в 1960 году, он работал учителем в лицее Мальерба, в средней школе (1961—1968), а затем в подготовительных классах (1968—1973). В 1952 году он вступил во Французскую коммунистическую партию, а в 1953 году он также стал членом Национального бюро Национального союза учителей средних школ, членом которого он был до 1957 года. В то же время он также принимал активное участие в Национальном союзе учителей старших классов. В 1956 году он вышел из компартии после кровавого подавления народного восстания в Венгрии . Он стал вовлечённым в левые политические круги и в 1964 году основал Ассоциацию друзей театра в Доме культуры Кана . В то же время он преподавал в Высшей школе стандартного образования в Севре и в Высшей стандартной школе литературы и науки в Лионе.

### Неудача на выборах в Национальное собрание в 1968 году
На президентских выборах во Франции в 1965 году он принимал участие в качестве активного сторонника избирательной кампании Франсуа Миттерана. Вместе с Пьером Жоксом, Клодом Эстье, Шарлем Эрню и Луи Мермазом он участвовал в работе Конвента республиканских учреждений, небольшой левой партии, основанной Миттераном в 1964 году в департаменте Кальвадос. На выборах 23 июня 1968 года баллотировался от Федерации демократов и левых социалистов по первому избирательному округу департамента Кальвадос и снял свою кандидатуру после низкого результата в первом туре голосования. С 1969 по 1971 год был членом национального политбюро Конвента республиканских учреждений и председателем Федерации демократов и левых социалистов в департаменте Кальвадос. После слияния Социалистической партии с Федерацией демократов и социалистов и Конвентом республиканских учреждений на партийном съезде в Эпине-сюр-Сен, он на протяжении 30 лет был членом круга сторонников Миттерана, который привёл последнего к руководству Социалистической партией, а затем к президентству в 1981 году. В 1971 году он стал первым генеральным секретарем Социалистической партии в департаменте Кальвадос и занимал эту должность до 1973 года. В частности, он является автором социалистического проекта для школы, опубликованного в 1978 году. Он, как и многие другие ведущие политики-социалисты Мишель Рокар, Лионель Жоспен, Пьер Жокс, Кэтрин Тротманн, Луи Мермаз, Кэтрин Лалюмьер, Ален Бомбар, Джорджина Дюфуа, Николь Кестьо, Кристиан Соттер, Франсуа Шеер, Жорж Филлиуд и Гастон Деффер принадлежал к протестантской вере.

### Депутат и член правительства

#### Выборы 1973 года
Впервые был избран на выборах в Национальное собрание 11 марта 1973 года в качестве кандидата Социалистической партии в 1-м избирательном округе департамента Кальвадос. 30 сентября 1973 года он был избран членом генерального совета департамента Кальвадос и до 1984 года представлял кантон Кан-2. В ноябре 1973 года он также стал членом регионального ровета Нижней Нормандии. В феврале 1975 года он стал национальным делегатом Социалистической партии и на этой должности был представителем партии по вопросам национального образования до 1976 года, а в 1976 году он подготовил образовательный проект для партии, который вызвал массовую критику со стороны частных учебных заведений. 13 марта 1977 года он безуспешно баллотировался на выборах мэра Кана, проиграв Жану-Мари Жиро из Национальной федерации независимых республиканцев.

#### Перевыборы 1978 и 1981 годов
На последующих выборах 19 марта 1978 года он был переизбран в 1-м избирательном округе департамента Кальвадос. 25 марта 1979 года был переизбран в кантоне Кан-2 в качестве члена генерального совета этого департамента, а вслед за этим, 8 апреля 1979 года, также стал членом правления Социалистической партии. В октябре 1979 года он снова стал национальным делегатом Социалистической партии и очередной раз стал представителем политики своей партии в области образования. В ноябре 1979 года был также избран членом Центрального комитета Международной лиги по борьбе с расизмом и антисемитизмом. На выборах 21 июня 1981 года он был переизбран членом Национального собрания по 1-му избирательному округу департамента Кальвадос, набрав 59,6 % поданых голосов.

#### Министр
После назначения министром почт и телеграфа и телефонов в первом и втором кабинетах Пьера Моруа 22 мая 1981 года и 23 июня 1981 года, соответственно, он оставил свой депутатский мандат. В марте 1983 года он был переизбран членом генерального совета департамента Кан, где теперь уже представлял кантон Кан-3. В качестве министра, в 1982 году он представил концепцию Кабельного проекта, который предусматривал обеспечение кабельным телевидением к 1992 году шесть миллионов домашних хозяйств. В то же время он был одним из сторонников спутникового оператора Eutelsat, запущенного в 1982 году, который, по его мнению, был необходим для утверждения лингвистической и культурной независимости Франции от «спутников Coca-Cola» из Люксембургской телерадиовещательной компании. В то же время он работал с министром промышленности и исследований Жан-Пьером Шевенеманом над продвижением телематики. 6 марта 1983 года он был избран членом городского совета Кана. На выборах мэра Кана он потерпел ещё одно поражение и снова потерпел поражение от действующего мэра Жана-Мари Жиро. Когда 24 марта 1983 года в правительстве Моруа произошли перестановки, он потерял статус министра и до 17 июля 1984 года занимал должность министра-делегата при министре промышленности и исследований, отвечавшего за информационное обеспечение. В кабинете Лорана Фабиуса 23 июля 1984 года он первоначально должность министра-делегата в Министерстве промышленного развития и внешней торговли и был в подчинении у Эдит Крессон. Когда 15 ноября 1985 года в правительстве произошли очередные перестановки, он был снова назначен министром почт, телеграфа и телефонов и занимал эту должность до конца срока полномочий правительства Фабиуса 21 марта 1986 года. 17 марта 1985 года он был переизбран в генеральный совет департамента Кальвадос и до 1988 года представлял интересы кантона Кан-4.

#### Перевыборы 1986 и 1988 годов
На выборах 16 марта 1986 года был переизбран в Национальное собрание от Социалистической партии в департаменте Кальвадос. В тот же день он был переизбран членом регионального совета Нижней Нормандии. В течение этого восьмого законодательного срока он был с 4 апреля 1986 года по 14 мая 1988 года членом Комитета по производству и обмену товаров. С 30 апреля 1986 года по 14 мая 1988 года был заместителем члена Парламента по оценке научно-технических мероприятий. Он также работал с 11 июня по 10 декабря 1987 года в качестве заместителя председателя специального комитета по расследованию дела против министра-делегата Министерства иностранных дел Кристиана Нуччи в Высоком суде. Нуччи был обвинён в причастности к делу о перекрёстке развития вместе с Ивом Шелье. В мае 1987 года Мександо стал заместителем национального секретаря Социалистической партии и занимался подготовкой к празднованию 200-летия Великой Французской революции. 5 июня 1988 года был переизбран в Национальное собрание. После своего возвращения во Дворец Бурбонов он стал 23 июня 1988 года членом Комитета по финансам, общей экономике и планированию и оставался им до 17 июня 1991 года. В течение этого периода он также был специальным докладчиком этого комитета с 7 июля 1988 года по 22 мая 1991 года, а с 12 октября 1988 года по 17 июня 1991 года он также был членом Управления Парламента по оценке научных и технологических мер. Кроме того, в июле 1988 года он стал национальным секретарем Социалистической партии по вопросам образования и членом исполнительного аппарата партии. В 1990 году он также стал президентом Комиссии Социалистической партии по истории.

#### Госсекретарь и дальнейшие выборы
После назначения 18 мая 1991 года государственным секретарём по делам ветеранов в правительстве Эдит Крессон, 17 июня 1991 года он сложил с себя парламентский мандат, который затем перешёл к Доминику Роберу. Он занимал пост до 2 апреля 1992 года. В правительстве Пьера Береговуа, сформированном 5 апреля 1992 года, он был назначен государственным секретарем по делам ветеранов и жертв войны и занимал этот пост до 29 марта 1993 года. Известный активист Серж Кларсфельд подверг критике тот факт, что государственный секретариат, возглавляемый Мександо, не публиковал свои архивы о сотрудничестве правительства Виши с Холокостом, а скорее умалчивал о существовании файлов и документов. 22 марта 1992 года Мександо был переизбран членом регионального совета Нижней Нормандии. На выборах 28 марта 1993 года 1 июня 1997 года переизбрался в Национальное собрание. Он был членом Национального собрания до конца одиннадцатого законодательного периода 18 июня 2002 года, с 8 апреля 1993 года будучи членом Комитета по финансам, общей экономике и планированию. В 1995 году он снова баллотировался на пост мэра Кана, где проиграл во втором туре голосования 48,37 % голосов Жану-Мари Жиро, который получил 51,63 % голосов. Его очередная кандидатура на выборах мэра Кана 2001 года также не увенчалась успехом. На этот раз он потерпел поражение во втором туре от нового кандидата — Брижит Ле Бретон, представителя Объединения в поддержку республики, которая набрала 57,92 % голосов против 42,08 % голосов, поданых за Мександо.

## Признание
Он являлся ассоциированным членом Академии наук, искусств и изящных искусств Кана.
Он был одним из основателей Club de la Song Paillarde и участвовал в выборе названий для альбома Пьера Перре «Наслаждение богов», который он предварял.
29 апреля 2003 года он был посвящён в рыцари Почётного легиона и повышен в звании до офицера в 2013 году. Признанный историк социализма, он является членом почётного комитета Общества жоресоведения.

## Личная жизнь
Был женат на Мишель Кусен, дочери Гастона Кусена, заместителя начальника канцелярии министра финансов Венсана Ориоля. Был отцом троих детей.

## Смерть
Он умер 14 августа 2023 года в Ренне, куда был госпитализирован в результате лёгочной инфекции, заразившийся во время отпуска в своём коттедже в Сен-Женгольф в Верхней Савойе. Мэр Кана Жоэль Брюмо назвал его «одной из знаковых фигур города». Ему также отдали дань уважения Жан-Люк Меланшон и Бернар Казнев. Был похоронен на кладбище Сен-Женглоф.

## Публикации
- Отчёт об эволюции полупроводниковой промышленности / Rapport sur l’evolution de l’industrie des semi-conducteurs), 1989 г.
- Мы, мы не увидим конца: ребёнок на войне (1939—1945) / Nous, nous ne verrons pas la fin:Un enfant dans la guerre (1939—1945), 2003 г., ISBN 2-7491-0113-1
- История Социалистической партии (1905—2005) / Histoire du Parti socialiste: 1905—2005 , 2005, ISBN 2-84734-205-2
- Франсуа Миттеран, боец: тридцать лет совместной жизни, 2006 г.
- Экспресс-тесты / Histoire de France, 2011 г., ISBN 2-266-22078-0 (онлайн-версия в Google Книгах)
- Капетинги. Великие династии Европы, том 13, 1969 г.